# Karpinskiosaurus
Karpinskiosaurus è un genere estinto di tetrapodi, appartenente ai seymouriamorfi. Visse nel Permiano superiore (circa 255 milioni di anni fa) e i suoi resti fossili sono stati ritrovati in Russia. 

## Descrizione
Questo animale doveva essere vagamente simile a una grossa salamandra; il corpo di Karpinskiosaurus, nelle forme adulte, doveva raggiungere una lunghezza compresa tra i 50 e i 75 centimetri. Il cranio, lungo circa 7,5 centimetri, era dotato di un muso corto e non presenta alcuna traccia di scanalature sensoriali. Il cranio possedeva una grande regione postorbitale e una piccola preorbitale, e le orbite erano poste nella parte posteriore della metà anteriore del cranio. Queste proporzioni sono simili a quelle di un altro seymouriamorfo, Discosauriscus. 

## Classificazione
I primi fossili di questo animale, provenienti dalla zona del fiume Dvina nella provincia di Arcangelo (Russia europea settentrionale), vennero descritti da Amalitzky nel 1921. Lo studioso attribuì i fossili al genere Kotlassia prima, un altro seymouriamorfo già noto in precedenza, e li descrisse come una nuova specie, K. secunda. Nel 1926 fu Sushkin a ritenere che questa specie era abbastanza distinta dalla specie tipo di Kotlassia (K. prima) da essere ascritto a un genere a sé stante, Karpinskiosaurus. Nel 1955, proveniente dal bacino di Samara (regione di Orenburg), venne descritto Nycteroleter ultimus, poi attribuito nel 2002 a Karpinskiosaurus. Nel 2011 uno studio riguardante gli esemplari attribuiti a quest'ultima specie ha indicato che la maggior parte di essi risulterebbero parte di un'unica sequenza ontogenetica della specie tipo, K. secundus. L'olotipo di K. ultimus potrebbe effettivamente rappresentare una specie distinta.
Karpinskiosaurus fa parte di un gruppo di tetrapodi arcaici noti come seymouriamorfi, vicini all'origine dei rettili. Un'analisi cladistica effettuata nel 2011 ha identificato Karpinskiosaurus come il sister taxon della famiglia Discosauriscidae; il clade composto da Karpinskiosaurus e i discosauriscidi è a sua volta il sister taxon dei Seymouriidae.

## Paleobiologia
La mancanza di scanalature sul cranio, tipiche degli organi sensoriali dei vertebrati acquatici, indica che Karpinskiosaurus era probabilmente un animale terrestre.